# Reno Events Center
El Reno Events Center es un estadio multiuso de una capacidad de 7.000 espectadores, se encuentra en el centro de Reno, Nevada, fue construido en 2005.
Es actualmente el estadio de los Reno Bighorns, de la NBA Development League, y fue el campo de los Reno Barons, de la Western Indoor Football Association, durante su corta temporada vivida en 2011.
Además de recibir eventos de baloncesto y fútbol sala, el Reno Events Center ha sido sede de conciertos por una amplia gama de artistas.
En 2012 y 2013, el Reno Events Center fue sede de la NBA Development League, con todos los equipos de la liga del desarrollo de la NBA en un período de cuatro días a principios de enero.
También ha recibido a los Professional Bull Riders de la Built Ford Tough Series.